# Устьянчики
Устьянчики — деревня, входящая в муниципальное образование город Алапаевск Свердловской области России. 

## Географическое положение
Деревня Устьянчики муниципального образования «муниципальное образование город Алапаевск» Свердловской области расположена в 13 километрах (по автодороге в 15 километрах) к югу от административного центра — города Алапаевск, на обоих берегах реки Нейва, ниже устья правого притока реки Зырянка. В окрестностях деревни, на правом берегу реки Нейва находится Родниковый камень. Входит в состав территориальной администрации посёлка Зыряновский.

## История деревни

### Часовня Петра и Павла
К 1900 году в деревне имелась часовня в честь апостолов Петра и Павла.

### Школа
В 1896 году в деревне была основана смешанная школа грамоты, которая располагалась в наёмном помещении.

## Население
| 2002 | 2010 |
| ---- | ---- |
| 150  | ↘137 |